# Regina Sigmanto Kalinitschenko
Regina Sigmanto Kalinitschenko (russisch Регина Зигманто Калиниченко, geborene ukrainisch Регіна Зігмантович Шимкуте Rehina Sihmantowytsch Schymkute; * 21. Dezember 1985 in Biloserka, Ukrainische SSR, Sowjetunion) ist eine ursprünglich ukrainische Handballspielerin, die im Dezember 2014 die russische Staatsbürgerschaft und nach ihrer Hochzeit den Namen Kalinitschenko annahm.

## Karriere
Regina Kalinitschenko kam als Rehina Schymkute in Biloserka in der Oblast Cherson zur Welt.
Sie spielte ab dem Jahre 2000 beim ukrainischen Erstligisten HK Dneprjanka Cherson und wechselte drei Jahre später zum Ligakonkurrenten HK Halytschanka Lwiw. Im Jahre 2008 schloss sich die Rückraumspielerin dem rumänischen Erstligisten CS Oltchim Râmnicu Vâlcea an, mit dem sie 2009 und 2010 die rumänische Meisterschaft gewann. Nach dem letzten Titelgewinn wechselte sie zum russischen Erstligisten GK Rostow am Don. Mit Rostow gewann sie 2015, 2018, 2019 und 2020 die russische Meisterschaft. In der Saison 2016/17 pausierte Kalinitschenko aufgrund der Schwangerschaft mit ihrer Tochter. Nach der Saison 2019/20 beendete sie ihre Karriere.
Kalinitschenko lief anfangs für die ukrainische Nationalmannschaft auf. Mit der Ukraine nahm sie 2005 an der Weltmeisterschaft sowie 2006, 2008 und 2010 an der Europameisterschaft teil. Nach dem Wechsel ihrer Staatsangehörigkeit gehörte sie dem Kader der russischen Nationalmannschaft an.